# 1992年の日本競馬
1992年の日本競馬（1992ねんのにほんけいば）では、1992年（平成4年）の日本競馬界についてまとめる。馬齢は旧表記で統一する。
1991年の日本競馬 - 1992年の日本競馬 - 1993年の日本競馬

## 概要

### ミホノブルボンの活躍
牡馬クラシック路線では前年の朝日杯3歳ステークスを制したミホノブルボンが台頭。血統面から距離を不安視されながらも逃げ一本の戦法で皐月賞、東京優駿を完勝。前年のトウカイテイオーに次いで関西馬が無敗のまま二冠馬となった。シンボリルドルフ以来の三冠馬・無敗の三冠馬に挑んだ菊花賞はライスシャワーに屈して2着に終わった。
坂路中心に鍛えた調教師戸山為夫の方針も注目を集めた。

### 外国産馬の躍進
4歳馬のヒシマサル、シンコウラブリイがそれぞれ重賞3勝をあげる活躍。G1勝利こそエルウェーウィンの朝日杯3歳ステークスのみであったが、日本で調教された外国産馬によるJRA重賞勝利は前年の2勝から8勝に増加した。

### 注目を集めたメジロマックイーン VS トウカイテイオー
天皇賞・春において、前年の天皇賞・春勝ち馬メジロマックイーンと、無敗のままクラシック二冠を制しながら骨折で三冠を断念したトウカイテイオーの対決が注目を集めた。共に前哨戦を完勝しこの一番に臨んだ2頭は、単勝オッズにおいてトウカイテイオー1.5倍、メジロマックイーン2.2倍と圧倒的な支持を集めた。メジロマックイーンが5歳以後に出走した13戦で一番人気に支持されなかったのは、この競走のみであった。レースではメジロマックイーンが快勝し、トウカイテイオーは5着と完敗であった。トウカイテイオーはレース中に軽度の骨折を発症したが、秋には戦線復帰してジャパンカップでは父シンボリルドルフ以来の日本調教馬の優勝を収める。一方のメジロマックイーンは宝塚記念を前に種子骨骨折の重傷を発症して年内いっぱい休養。この両者の対決は最初で最後となった。

## できごと

### 1月 - 3月
- 1月6日 - 川崎競馬の佐々木竹見が、その長年の活躍を農林水産大臣より表彰される[1]。
- 1月12日 - “怪物”と言われたタケシバオーが心不全のため繋養先で死去。享年28。
- 1月28日 - 中央競馬の調教師保田隆芳が、長年のプロスポーツ選手としての活動と後進の育成功績から文部大臣賞を受ける[1]。
- 2月3日 - 1回東京1日開催のダイヤモンドステークス（GIII）において、栗東・小林稔厩舎の3頭が1-3着を独占した。重賞競走における3着までの独占は1969年（昭和44年）以来23年ぶり[1]。
- 2月6日 - 1月25日の京都競馬第8競走で1着に入線したキタシバスペインから禁止薬物の「カフェイン」が検出され失格となった事件で、京都府警は同馬の馬主・調教師ら3名を逮捕。
- 2月8日 - 東京競馬第7競走で、田面木博公が不注意騎乗（手綱を緩めた）を行ったとして実効9日間の騎乗停止。
- 2月11日 - 笠松競馬場でオグリキャップ記念が創設される[1]。
- 2月23日 - 増沢末夫・菅原泰夫の引退式が東京競馬場で行われる[1]。
- 2月28日 - 国際セリ名簿基準委員会により、ジャパンカップが国際GI競走として認定される[1]。
- 3月15日 - 中山競馬場において、第1回ヤングジョッキーズワールドチャンピオンシップが開催され、ランフランコ・デットーリが優勝した[1]。

### 4月 - 6月
- 4月1日 - 中央競馬の競馬学校に史上初めて女子生徒が入学する[2]。
- 4月1日 - パソコン通信を利用したJRA-VANが運用開始される[2]。
- 4月21日 - JRA騎手の丸山勝秀が同僚騎手の金メダル2個を盗んだ窃盗容疑で滋賀県警に逮捕され、騎手免許を剥奪される[3]。
- 4月29日 - 春の叙勲において、中央競馬馬主協会連合会会長の山本慎一が勲四等瑞宝章を、また春の褒章で中央競馬の日本調教師会元副会長の二本柳俊夫が黄綬褒章を受章した[2]。
- 5月1日 - 東京都渋谷・宇田川町にプラザエクウスが開館[2]。
- 5月3日 - 益田競馬第5競走で吉岡牧子が通算210勝目をマークし、女性騎手最多勝を更新[2]。
- 5月16日 - 武蔵野ステークス（当時はオープン特別）でナリタハヤブサが60.5キロのハンデを背負いながら1分34秒5のダート1600m日本レコードタイムで勝利。この記録は、2001年の同競走でクロフネに塗り替えられるまで日本レコードであった。

### 7月 - 9月
- 7月5日 - 札幌記念（当時はハンデ戦のG3）は4歳牝馬サンエイサンキューが優勝。4歳牝馬の優勝は同競走史上初で、以後、2014年のハープスターまで（現馬齢での3歳牝馬の）優勝はなかった。4歳馬の優勝も1979年のテルノエイト以来で、グレード制の施行（1984年）や芝コース新設（1990年）以後では初めて。
- 8月12日-13日 - 浦和所属の騎手3名が、減量苦などを理由に失踪騒ぎを起こす。うち1名は後に廃業。
- 9月1日 - イギリス・エプソム競馬場で行われたチョークレインハンデキャップにおいて、岡部幸雄が騎乗したシュルードパートナーが優勝、日本の騎手で初となるイギリスでの勝利を挙げた[2]。
- 9月19日 - 中山競馬第11競走で、玉ノ井健志が落馬。5日後の9月24日、外傷性クモ膜下出血及び脳挫傷により死亡[2]。

### 10月 - 12月
- 10月1日 - 美浦トレーニングセンターにウッドチップコースが新設され運用を開始[2]。
- 11月4日 - 競馬セキュリティサービス株式会社が設立される[2]。
- 11月25日 - 香港の沙田競馬場で行われる予定であった香港国際招待競走が、競走馬のウイルス性伝染病のため中止される[4]。

### その他
- 増沢末夫・菅原泰夫・田島良保の名騎手が引退。
- 前年10月より導入された馬番連勝複式馬券（馬連）によってG1レースで万馬券が続出。中でも阪神3歳牝馬ステークスは120,740円の配当がつき、G1競走、重賞競走を通じて最高配当となった。[注 1]

## 競走成績

### 中央競馬・平地GI
- 第52回桜花賞（阪神競馬場・4月12日） 優勝：ニシノフラワー、騎手：河内洋
- 第52回皐月賞（中山競馬場・4月19日） 優勝：ミホノブルボン、騎手：小島貞博
- 第105回天皇賞（春）（京都競馬場・4月26日） 優勝：メジロマックイーン、騎手：武豊
- 第42回安田記念（東京競馬場・5月17日） 優勝：ヤマニンゼファー、騎手：田中勝春
- 第53回優駿牝馬（オークス）（東京競馬場・5月24日） 優勝：アドラーブル、騎手：村本善之
- 第59回東京優駿（日本ダービー）（東京競馬場・5月31日） 優勝：ミホノブルボン、騎手：小島貞博
- 第33回宝塚記念（阪神競馬場・6月14日） 優勝：メジロパーマー、騎手：山田泰誠
- 第106回天皇賞（秋）（東京競馬場・11月1日） 優勝：レッツゴーターキン、騎手：大崎昭一
- 第53回菊花賞（京都競馬場・11月8日） 優勝：ライスシャワー、騎手：的場均
- 第17回エリザベス女王杯（京都競馬場・11月15日） 優勝：タケノベルベット、騎手：藤田伸二
- 第9回マイルチャンピオンシップ（京都競馬場・11月22日） 優勝：ダイタクヘリオス、騎手：岸滋彦
- 第12回ジャパンカップ（東京競馬場・11月29日） 優勝：トウカイテイオー、騎手：岡部幸雄
- 第44回阪神3歳牝馬ステークス（阪神競馬場・12月6日） 優勝：スエヒロジョウオー、騎手：田面木博公
- 第44回朝日杯3歳ステークス（中山競馬場・12月13日） 優勝：エルウェーウィン、騎手：南井克巳
- 第26回スプリンターズステークス（中山競馬場・12月20日） 優勝：ニシノフラワー、騎手：河内洋
- 第37回有馬記念（中山競馬場・12月27日） 優勝：メジロパーマー、騎手：山田泰誠

### 中央競馬・障害
- 第108回中山大障害（春）（中山競馬場・4月11日） 優勝：シンボリクリエンス、騎手：大江原哲
- 第109回中山大障害（秋）（中山競馬場・12月26日） 優勝：シンボリクリエンス、騎手：大江原哲

### 地方競馬主要競走
- 第15回帝王賞（大井競馬場・4月15日）優勝（同着）：ラシアンゴールド（騎手：蛯名正義）、ナリタハヤブサ（騎手：横山典弘）
- 第31回楠賞全日本アラブ優駿（園田競馬場・5月20日）優勝：イナズマガッサン（騎手：児島真二）
- 第38回東京ダービー（大井競馬場・6月5日）優勝：グレイドシヨウリ（騎手：石崎隆之）
- 第4回ブリーダーズゴールドカップ（札幌競馬場・8月27日）優勝：マンジュデンカブト（騎手：山田和広）
- 第12回全日本アラブクイーンカップ（園田競馬場・10月14日）優勝：スズノキャスター（騎手：安藤勝己）
- 第38回全日本アラブ大賞典（大井競馬場・12月17日）優勝：コスモノーブル（騎手：石崎隆之）
- 第38回東京大賞典（大井競馬場・12月29日）優勝：ドラールオウカン（騎手：堀千亜樹）

## 表彰

### JRA賞
- 年度代表馬・最優秀4歳牡馬 ミホノブルボン

- 最優秀3歳牡馬 エルウェーウィン

- 最優秀3歳牝馬 スエヒロジョウオー
- 最優秀4歳牝馬・最優秀スプリンター ニシノフラワー
- 最優秀5歳以上牡馬・最優秀父内国産馬 メジロパーマー

- 最優秀5歳以上牝馬 イクノディクタス

- 最優秀ダートホース 該当なし

- 最優秀障害馬 シンボリクリエンス
- 最優秀アラブ マリンワン

### NARグランプリ
- サラブレッド系年度代表馬 グレイドショウリ
- アラブ系年度代表馬 コスモノーブル
- ばんえい年度代表馬 ダイヤテンリュウ

## リーディング

### リーディングジョッキー
| 分類         | 騎手の氏名 | 勝利数 |
| ------------ | ---------- | ------ |
| 中央競馬     | 武豊       | 130勝  |
| 地方競馬     | 石崎隆之   | 228勝  |
| ばんえい競走 |            |        |

### リーディングトレーナー
| 分類         | 調教師の氏名     | 勝利数 |
| ------------ | ---------------- | ------ |
| 中央競馬     | 小林稔           | 50勝   |
| 地方競馬     | 田原義友（益田） | 168勝  |
| ばんえい競走 |                  |        |

### リーディングオーナー
- 中央
  - （有）社台レースホース[11]

### リーディングブリーダー
- 中央
  - 社台ファーム[12]

### リーディングサイアー
- 中央
  - ノーザンテースト[13]
- 地方（サラブレッド系)
  - ホスピタリテイ[9]
- 地方(アラブ系)
  - スマノダイドウ[9]
- ばんえい
  - ジァンデュマレイ[9]

### リーディングブルードメアサイアー
- 中央
  - ノーザンテースト[14]

## 誕生
この年に生まれた競走馬は1995年のクラシック世代となる。

### 競走馬
- 1月30日 - フレンチデピュティ
- 2月2日 - ラムタラ
- 2月9日 - オグリワン
- 2月19日 - タイキシャーロック
- 2月25日 - シングスピール、パルブライト
- 2月27日 - アブクマポーロ、ヒシアケボノ
- 3月6日 - プレストシンボリ
- 3月7日 - エイシンサンサン、ワンダーパヒューム
- 3月11日 - エイシンバーリン
- 3月16日 - シンカイウン
- 3月18日 - ナリタキングオー
- 3月24日 - マヤノトップガン
- 3月25日 - プライムステージ
- 3月29日 - ベストタイアップ
- 4月5日 - ムーンリットガール
- 4月9日 - サクラキャンドル
- 4月11日 - サイレントハピネス
- 4月12日 - ティンバーカントリー
- 4月13日 - ワイルドブラスター
- 4月15日 - フジキセキ
- 4月18日 - ジェニュイン
- 4月19日 - グルメフロンティア
- 4月22日 - エムアイブラン
- 4月23日 - ピルサドスキー
- 4月24日 - スキーキャプテン
- 4月25日 - ヤマニンパラダイス
- 4月26日 - タニノクリエイト、タヤスツヨシ
- 4月28日 - マイネルブリッジ
- 4月29日 - コンサートボーイ
- 5月2日 - ホッカイルソー
- 5月5日 - タッチアップ
- 5月8日 - フラワーパーク
- 5月13日 - ユウセンショウ
- 5月19日 - テセウスフリーゼ
- 5月25日 - ダンスパートナー、ライデンリーダー
- 5月27日 - サマーサスピション
- 5月31日 - マーベラスサンデー

### 人物
- 3月11日 - 菅原隆一（騎手）
- 9月26日 - 菱田裕二（騎手）
- 10月31日 - 杉原誠人（騎手）
- 12月2日 - 高嶋活士（騎手）

## 死去

### 競走馬
- 1月12日 - タケシバオー
- 3月1日 - ストロングエイト
- 4月15日 - ニジンスキー
- 5月14日 - パッシングショット
- 5月26日 - グランディ
- 7月16日 - ノノアルコ
- 7月21日 - ヒカルイマイ
- 8月15日 - タカラスチール
- 9月18日 - トウショウボーイ
- 10月30日 - イチフジイサミ、サンエイソロン
- 月日不詳 - キンタロー

### 人物
- 9月24日 - 玉ノ井健志（騎手）